# Dasythemis venosa
Dasythemis venosa is een libellensoort uit de familie van de korenbouten (Libellulidae), onderorde echte libellen (Anisoptera).
De wetenschappelijke naam Dasythemis venosa is voor het eerst geldig gepubliceerd in 1839 door Burmeister.